# Subit assidue

Armoiries de Clément V

Subit Assidue est une bulle pontificale fulminée par le pape Clément V le 5 juillet 1308 dans le cadre du procès de l'ordre du Temple. 
Elle a pour but d'indiquer qu'il y aura deux procédures distinctes: l'une concernera les personnes physiques et l'autre l'Ordre en tant que personne morale. Aussi, chaque procédure sera tout d'abord composée d'une enquête et ensuite d'un jugement. La bulle Faciens misericordiam, fulminée le 12 août de la même année, crée des commissions pour chacune de ces deux procédures.